# Колодяжненська сільська рада (Романівський район)
Колодяжненська сільська рада — колишня адміністративно-територіальна одиниця та орган місцевого самоврядування у Романівському (Миропільському, Дзержинському) районі Волинської округи, Вінницької й Житомирської областей Української РСР та України з адміністративним центром у с. Колодяжне.

## Населені пункти
Сільській раді були підпорядковані населені пункти:
- с. Колодяжне

## Населення
Кількість населення ради, станом на 1923 рік, становила 1 810 осіб, кількість дворів — 412.
Відповідно до результатів перепису населення СРСР, кількість населення ради, станом на 12 січня 1989 року, становила 694 особи.
Станом на 5 грудня 2001 року, відповідно до перепису населення України, кількість мешканців сільської ради становила 637 осіб.

## Склад ради
Рада складалася з 15 депутатів та голови.

## Історія
Створена 1923 року, в складі сіл Колодяжне та Паволочка Миропільської волості Полонського повіту Волинської губернії. 7 березня 1923 року включена до складу новоствореного Миропільського (згодом — Романівський, Дзержинський) району Житомирської (згодом — Волинська) округи. 27 жовтня 1926 року (за іншими даними — 3 листопада 1928 року) в с. Паволочка створено окрему, Паволочківську сільську раду.
Станом на 1 вересня 1946 року сільська рада входила до складу Дзержинського району Житомирської області, на обліку в раді перебувало с. Колодяжне.
Ліквідована 5 березня 1959 року, відповідно до рішення Житомирського облвиконкому № 161 «Про ліквідацію та зміну адміністративно-територіального поділу окремих рад області», територію та с. Колодяжне передано до складу Печанівської сільської ради Дзержинського району. Відновлена 17 вересня 1979 року, відповідно до рішення Житомирського ОВК № 397 «Про деякі питання адміністративно-територіального поділу Дзержинського і Овруцького районів», в с. Колодяжне Миропільської селищної ради Дзержинського району Житомирської області.
Виключена з облікових даних 17 липня 2020 року. Територію та населені пункти ради, відповідно до розпорядження Кабінету Міністрів України № 711-р від 12 червня 2020 року «Про визначення адміністративних центрів та затвердження територій територіальних громад Житомирської області», включено до складу Романівської селищної територіальної громади Житомирського району Житомирської області.